# Falsche Margarete
Die falsche Margarete (* um 1260; † 1301 in Bergen) war eine Norwegerin, die behauptete, die als Kind verstorbene schottische Königin Margaret, Maid of Norway (Jungfrau von Norwegen), zu sein. 
Die Maid of Norway, Tochter des norwegischen Königs Erik II., war 1290 auf der Überfahrt von ihrer Heimat nach Schottland bei den Orkneys verschieden. Etwa zehn Jahre später behauptete eine von Lübeck in die norwegische Hafenstadt Bergen gereiste Frau, Margarete, die Tochter Eriks II. zu sein. Sie sei nicht auf der Schiffsreise nach Schottland ums Leben gekommen, sondern auf den Orkneys von einer mit ihr gereisten Frau hohen Standes, Ingeborg, Gattin von Thore Hakonsson, entführt und verkauft worden. Schließlich sei sie nach Deutschland gekommen und habe sich dort verheiratet. In Bergen glaubten – im Gegensatz zum dortigen Bischof und den Behörden – viele Leute ihre Geschichte, obwohl sie bereits etwa 40 Jahre zählte, während die  echte Maid of Norway erst 17 Jahre alt gewesen wäre, und obwohl Erik II. die Leiche seiner Tochter identifiziert hatte. Håkon V., der 1299 seinem Bruder Erik II. als norwegischer König gefolgt war, ließ diese Frau 1301 als Betrügerin in einem Gerichtsprozess zum Tode verurteilen und sie auf Nordnes in Bergen auf dem Scheiterhaufen verbrennen sowie ihren Gatten enthaupten.
Der grausame Tod der falschen Margarete löste bei zahlreichen Personen, die sie tatsächlich für Eriks Tochter gehalten hatten, Mitleid aus. In der Folge wurde sie in Bergen eine Zeit lang wie eine Märtyrerin verehrt, was der Bischof 1320 vergeblich zu unterbinden suchte. Um 1370 wurde ihr an ihrem Hinrichtungsort sogar eine bis in die Reformationszeit bestehende kleine Kirche errichtet.